# Palermo (Buenos Aires)

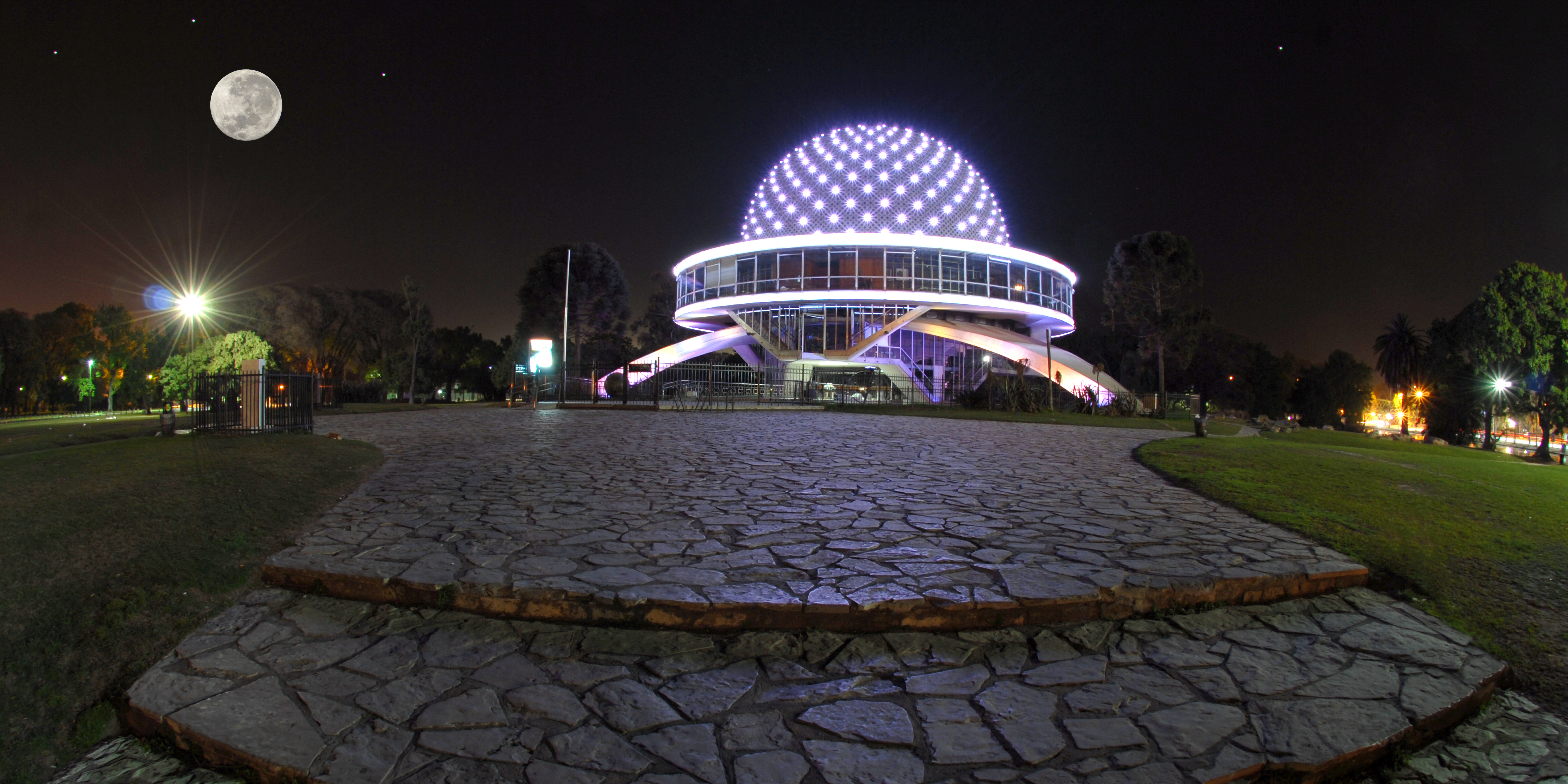
Planetario Galileo Galilei.

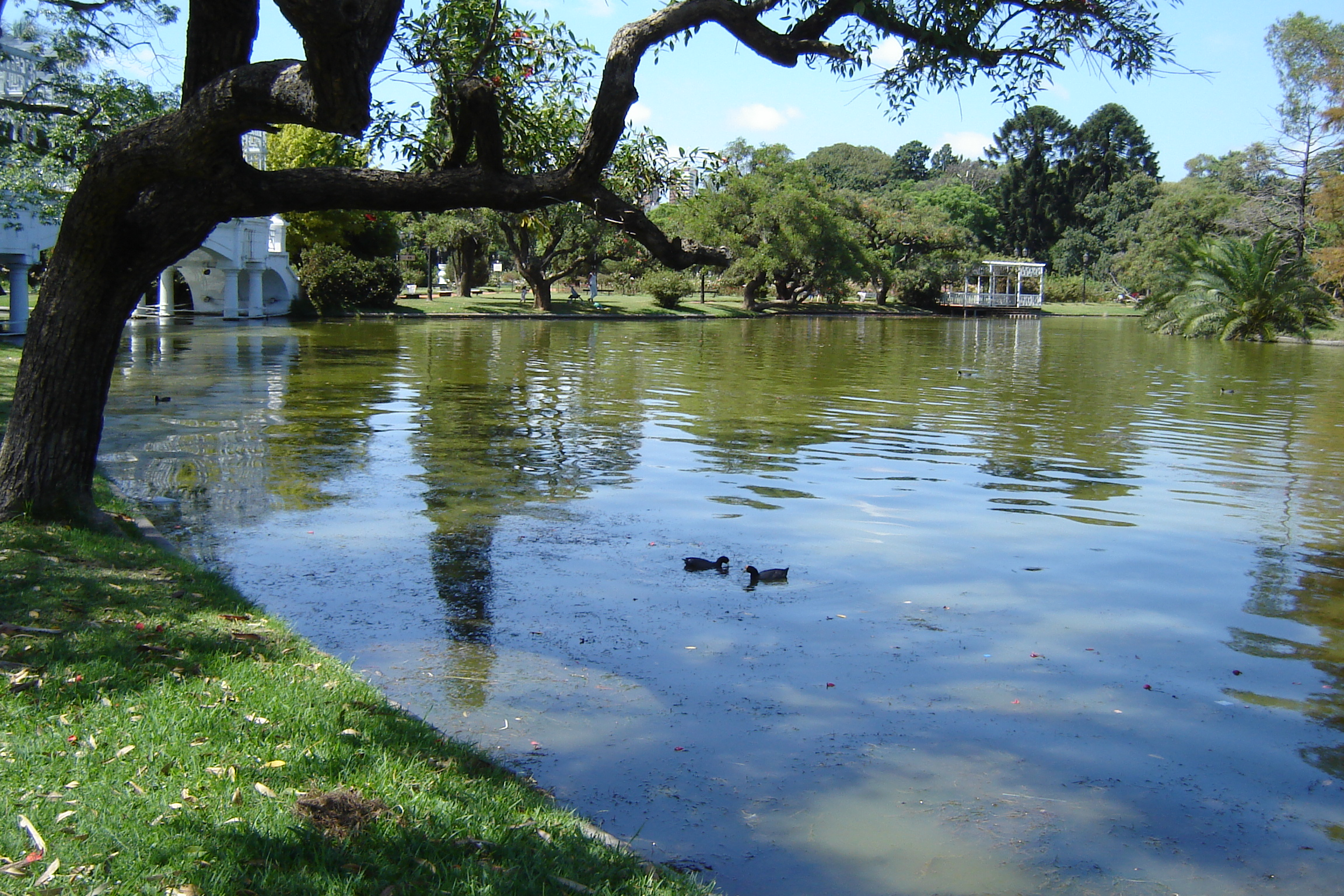
Bosques de Palermo.

Palermo es uno de los 48 barrios oficiales de la Ciudad Autónoma de Buenos Aires, Argentina. Está ubicado en el norte de dicha ciudad y en la Comuna 14, ocupando este barrio la totalidad del territorio de dicha comuna (territorios en los que se divide la capital argentina). Con 15,6 km² de superficie, es el barrio de mayor extensión de esta ciudad.
Es un conglomerado urbano fundamentalmente residencial y de esparcimiento. Gran parte de su extensión está ocupada por los denominados Bosques de Palermo, que incluyen una sumatoria de varios parques y espacios verdes. También es un importante polo gastronómico, cultural y audiovisual. Además posee en un importante nodo de transporte en Puente Pacífico.
Dado el dinamismo del barrio, existen varios "sub-barrios" no oficiales determinados por el tipo de actividad que se realiza en esa zona. Las denominaciones están dadas por el uso cotidiano, e incluyen -a modo de ejemplo- a Palermo Soho (polo gastronómico/cultural) y Palermo Hollywood (polo audiovisual).
Así mismo, su edificación se destaca por la combinación de los estilos gótico y barroco, y es uno de los principales focos de turismo de la Ciudad.

## Historia
El Barrio de Palermo tiene su origen en las tierras que poseía Juan Domínguez Palermo, el cual murió en 1635 y 200 años después fue fundada la ciudad de Palermo, en 1835. Al navegante que luego conduciría los barcos hasta la ciudad de Asunción  por el Río Paraná, se le otorga tierra rasa a lo largo de la orilla del Río de la Plata. En ese momento le da la costa, la orilla, la ribera del Río de la Plata, por lo tanto para comprender Palermo hay que comenzar por mirar la ciudad desde el río y continuar hasta las tierras naturalmente elevadas sobre su margen, donde se encontraban las tierras cultivables y edificables, que van desde lo que es hoy la Av. Pueyrredón hasta la orilla de la actual calle La Pampa, a ese sector, dado que eso era agua, según sus descendientes Carmelo Palermo, Teodora De Luca Palermo de Guzzardo, el navegante dijo que eso era un barrial, Garay le da también la tierra elevada que forma la Barranca, toman la parte norte de la que sería hoy la avenida Córdoba desde su nacimiento en el Río hoy denominada Av. Alicia Moreau de Justo, hasta Av. Dorrego, toma Av.. Juan B. Justo sobre el arroyo Maldonado, y de sur a norte baja la pendiente haciendo eje en Av. Sarmiento, el límite se traza escalonadamente por las calles donde el mapa actual muestra que las calles cambian de nombre, sus límites son Av. Córdoba, Av. Dorrego, más al oeste en tierras elevadas será Colegiales, y más al oeste en la altura del terreno de la Barranca es el Barrio de Belgrano, al oeste de Palermo por los terrenos inundables más bajos cerca del Río es el barrio de Núñez.
En 1838, Juan Manuel de Rosas comenzó a invertir en tierras en Palermo, adquiriendo nueve parcelas y agregando ocho más en 1839. Continuó comprando propiedades hasta 1849, acumulando un terreno de 541 hectáreas en Buenos Aires a lo largo de once años. Su intervención transformó la geografía de Palermo: terrenos arenosos propensos a inundaciones fueron nivelados con tierra traída de otros lugares. Las barrancas de Belgrano y las empinadas calles de Recoleta con la Avenida Alvear surgieron de este proceso. Tras la muerte de su esposa Encarnación Ezcurra en 1838, Rosas construyó su residencia en la calle Sarmiento, entre Figueroa Alcorta y Libertador. Esta casa se convirtió en su hogar principal y lo llevó a mudarse desde el centro de la ciudad.
En 2023 asesinaron a una persona de nacionalidad venezolana a la salida de un boliche de Palermo. 
En 2024 una chica falleció por sobredosis en un boliche de Palermo, siendo estos hechos muy frecuentes en este barrio.   Este mismo año balearon a un menor de edad a la salida de un boliche en Palermo.   
También en 2024 Palermo se inundó reiteradas veces. 

## Límites
Desde el Río de la Plata, por Jerónimo Salguero, las vías del Ferrocarril General Bartolomé Mitre, Tagle, Av. Las Heras, Coronel Díaz, Mario Bravo, Av. Córdoba, Av. Dorrego, Crámer, Jorge Newbery, Av. Cabildo, Zabala, Valentín Alsina, Av. Figueroa Alcorta y La Pampa, y por el Río de la Plata hasta Aeroparque.
Limita con los siguientes barrios al noreste con Recoleta, al sur con Almagro y con Villa Crespo al sudoeste, Chacarita y Colegiales al oeste y Belgrano.

## Demografía
249.016 habitantes en 2022, contra los 225.970 habitantes en 2010.
El censo de 2001 registraba 225 245 habitantes, lo que representa un incremento del 0,1%. Su densidad de población es de 14 485 hab/km², pero esta no está distribuida de manera homogénea, ya que posee amplios espacios verdes que deberían ser descontados en un cálculo más preciso.
| Población Histórica de la COMUNA 14 (Palermo) de la Ciudad Autónoma de Buenos Aires (CABA) | Población Histórica de la COMUNA 14 (Palermo) de la Ciudad Autónoma de Buenos Aires (CABA) | Población Histórica de la COMUNA 14 (Palermo) de la Ciudad Autónoma de Buenos Aires (CABA) | Población Histórica de la COMUNA 14 (Palermo) de la Ciudad Autónoma de Buenos Aires (CABA) |
| Año                                                                                        | Habitantes                                                                                 | Censo de Población                                                                         | Ref.                                                                                       |
| ------------------------------------------------------------------------------------------ | ------------------------------------------------------------------------------------------ | ------------------------------------------------------------------------------------------ | ------------------------------------------------------------------------------------------ |
| 1970                                                                                       | 222 842                                                                                    | Censo argentino de 1970                                                                    | [ 10 ]                                                                                     |
| 1980                                                                                       | 251 641                                                                                    | Censo argentino de 1980                                                                    | [ 10 ]                                                                                     |
| 1991                                                                                       | 256 927                                                                                    | Censo argentino de 1991                                                                    | [ 11 ]                                                                                     |
| 2001                                                                                       | 225 245                                                                                    | Censo argentino de 2001                                                                    | [ 11 ]                                                                                     |
| 2010                                                                                       | 225 970                                                                                    | Censo argentino de 2010                                                                    | [ 11 ]                                                                                     |
| 2022                                                                                       | 249 016                                                                                    | Censo argentino de 2022                                                                    | [ 12 ]                                                                                     |

## Características del barrio
Los Bosques de Palermo se encuentran localizados en esta zona, y son el pulmón verde de la ciudad. Se trata de una extensa zona parquizada, en una de las áreas más ricas de la ciudad, y en sus límites encierra un campo de golf, una cancha de polo, el Planetario Galileo Galilei, un velódromo, y el Jardín Japonés, administrado por la colectividad nipona. Además, el antiguo paseo del Rosedal y un lago. A lo largo de las avenidas que lo flanquean hay elegantes residencias, embajadas y torres de departamentos. 
En Palermo se encuentran el Jardín Botánico y el Zoológico de la ciudad, que, junto con "los Bosques", reflejan las ideas urbanísticas de la clase política de fines del siglo XIX, liberal, cientificista y modernizadora. También se encuentran allí el Centro Cultural Islámico Rey Fahd y el Hipódromo Argentino de Palermo de la ciudad, que devino mítico por las letras de algunos tangos, que nombran la pasión burrera (turfística) de los porteños de hasta mediados del siglo XX.
El Barrio de Palermo tiene su origen en las tierras que repartió Juan de Garay. Al navegante que luego conduciría los barcos hasta la ciudad de Asunción por el Río Paraná , le otorga tierra rasa lo largo de la orilla del Río  de la Plata. En ese momento le da la costa, la orilla, la ribera del Río de la Plata, por lo tanto para comprender Palermo hay que comenzar por mirar la ciudad desde el río y continuar hasta las tierras naturalmente elevadas sobre su margen, donde se encontraban las tierras cultivables y edificables, que van desde lo que es hoy la Av. Pueyrredón hasta la orilla de la actual calle La Pampa, a ese sector, dado que eso era agua, según sus descendientes Carmelo Palermo, Teodora Deluca Palermo de Guzzardo, el navegante dijo que eso era un barrial, Garay le da también la tierra elevada que forma la Barranca, toman la parte norte de la que sería hoy la avenida Córdoba desde su nacimiento en el Río hoy denominada Av. Alicia Moreau de Justo, hasta Av. Dorrego, toma Av. Juan B. Justo sobre el arroyo Maldonado, y de sur a norte baja la pendiente haciendo eje en Av. Sarmiento, el límite se traza escalonadamente por las también donde el mapa actual muestra que las calles cambian de nombre, sus límites son Av. Córdoba, Av. Dorrego, más  al oeste en tierras elevadas será Colegiales, y más al oeste en la altura del terreno de la barranca es el barrio de Belgrano, al oeste de Palermo por los terrenos inundables más bajos cerca del Río es el barrio de Nuñez.
En el mapa actual hacia el Río, a lo largo de Av. Córdoba limitan con las tierras que le concede a Almagro hasta la calle Dorrego y por el norte Av. Figueroa Alcorta hasta La Pampa. Entonces comprende también las tierras que suben la barranca hasta la avenida Córdoba, desde Uriburu, Av. Pueyrredon hasta Av. Córdoba y desde la actual calle La Pampa y la vía del tren hasta la subida de las actuales Barrancas de Belgrano. El señor Palermo originario hizo su vivienda cerca de las calles Honduras y F. Acuña de Figueroa, hizo su quinta en plaza Italia, Botánico y Zoológico y La Rural, alquiló y vendió quintas en el sector de Palermo viejo entre Juan B. Justo entre Av. Santa Fey Av. Córdoba, y afincó su quinta en lo que es hoy el Botánico que luego donó, junto con la entrada de su quinta que era la actual  Plaza Italia, junto con el sector de Zoológico y de La Rural. La familia originaria se dedicó a trabajar en el Río de la Plata, en el Puerto de Buenos Aires, en practicaje, en la navegación, navegaron hasta Asunción y por el Río Paraná, el Río de la Plata y el río Uruguay.
El señor Carmelo Palermo es el que donó su quinta a la creación de la Rural, del Zoológico y el Botánico. Originariamente, según dijo, eso era un barrial. Años después se fue rellenando, actualmente eso es tierra de relleno. En la calle Sucre 734 el ingeniero propietario anterior realizó una excavación de ingeniero que demostró que hay 14 metros de relleno. Palermo incluye todos los parques de Palermo desde Av. del Libertador, así como Barrio Norte primero comprendía solo hasta Av. Callao y luego terminaba en Pueyrredón. Por la simpatía que despertó siempre el barrio de Palermo debido a sus diseñadas plazas y parques, a la creatividad de sus pobladores, a la cantidad de actividades que se pueden desarrollar en sus áreas verdes, incluyendo el Planetario, el Campo de Polo y el Hipódromo. Y continua agregando tierras ganadas al río  cuando se terminan de rellenar y se pueden edificar como barrio Las Cañitas. Tradicionalmente el núcleo de Palermo de la parte de tierra más elevada, edificada, comenzaba en Av. Coronel Díaz y terminaba en el arroyo Maldonado que corre debajo de la Av. Juan B. Justo, haciendo eje sobre Avenida Sarmiento, incluyendo las tierras bajas, siguiendo la pendiente más abajo hasta Av. Dorrego, las tierras destinadas a usos militares y las tierras cedidas para usos deportivos o estudiantiles.

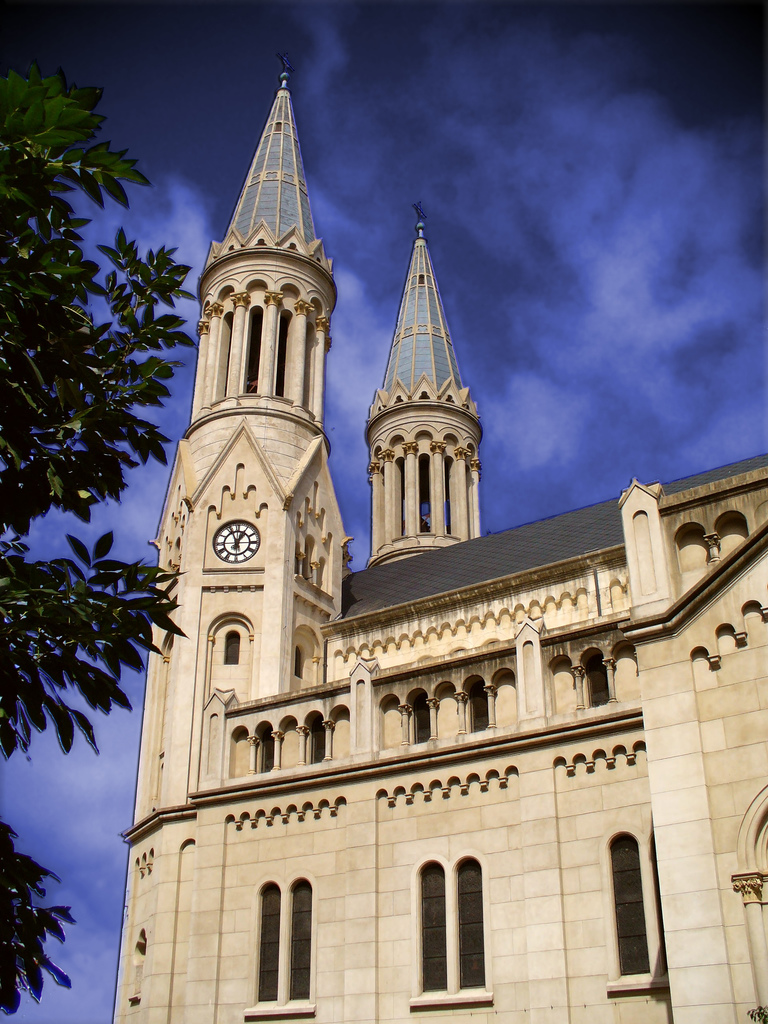
Parroquia Nuestra Señora de Guadalupe.

Palermo es sin embargo un barrio muy extenso (con casi 16 km² es, de hecho, el barrio porteño más grande), con sectores diferenciados. El llamado Palermo Chico, que retoma el primer nombre del barrio en alusión a los inmigrantes sicilianos, es una zona de palacios y residencias, allí vive parte de la clase alta de la sociedad argentina. Palermo Viejo, en cambio, fue un barrio de quintas, propias de los Palermo pero también alquiladas, donde se construyeron viviendas, luego vendidas o alquiladas, siendo de estilos diversos entre  Av. Coronel Díaz y Av. Canning, hoy Scalabrina Ortiz, y de casas en habitaciones en hileras en la antigua zona de quintas llegando hasta Juan B. Justo construidos a principios del siglo XX con la estructura de la llamada "casa chorizo" (habitaciones contiguas que daban a una galería abierta) y casas bajas de una o dos plantas. Dadas las limitaciones de altura sobre la calle Guatemala las inversiones en tierras se hacían de la vereda impar hacia el norte, y se construyeron edificios de treinta pisos que perjudicaron el desarrollo del sector con limitación a diez pisos. Se dificultó la provisión de agua y también perdió interés para las empresas constructoras. Por eso cuando el tiempo de cambio generacional llegó a su límite dejó de tener uso para vivienda y se pasó a uso comercial, recurriendo a la arquitectura de reciclaje o restauración y reciclaje, reefuncionalizando el barrio de Palermo hoy en el sector entre Güemes, Av. Córdoba, Av. Scalabrini Ortiz y Juan B. Justo, durante los años 1980 por las limiten esa zona la fiebre restauradora: muchas casas fueron recicladas arquitectónicamente y hoy son habitadas por profesionales y artistas.
En Palermo Viejo se encuentran cafés, casas de diseño, salas de teatro "alternativo" y un gran número de restaurantes que le han dado una vida bulliciosa.
Un pequeño sector del barrio, el que rodea a la Plaza Guadalupe, fue epicentro desde 1960 en adelante de un gran número de residentes relacionados con el ejercicio de la psicología, lo que dio origen al mote de "Villa Freud" para referirse a este lugar. 
En otro sector del barrio, urbanísticamente deprimido, se instalaron productoras televisivas y un canal de TV, lo que dio lugar a la apertura de nuevos restaurantes y cafés, siempre poblados y, mayormente, con música a alto volumen. Esa zona recibió el nombre de "Palermo Hollywood", ya que es frecuentada por la gente del medio televisivo y cinematográfico. Aquí se encuentra el Club Atlético Palermo, fundado en 1914, quizás el más antiguo del barrio.
Palermo, junto con Belgrano, es uno de los barrios más afectados por frecuentes inundaciones, aunque hay importantes obras públicas en curso para evitarlas.

## Toponimia

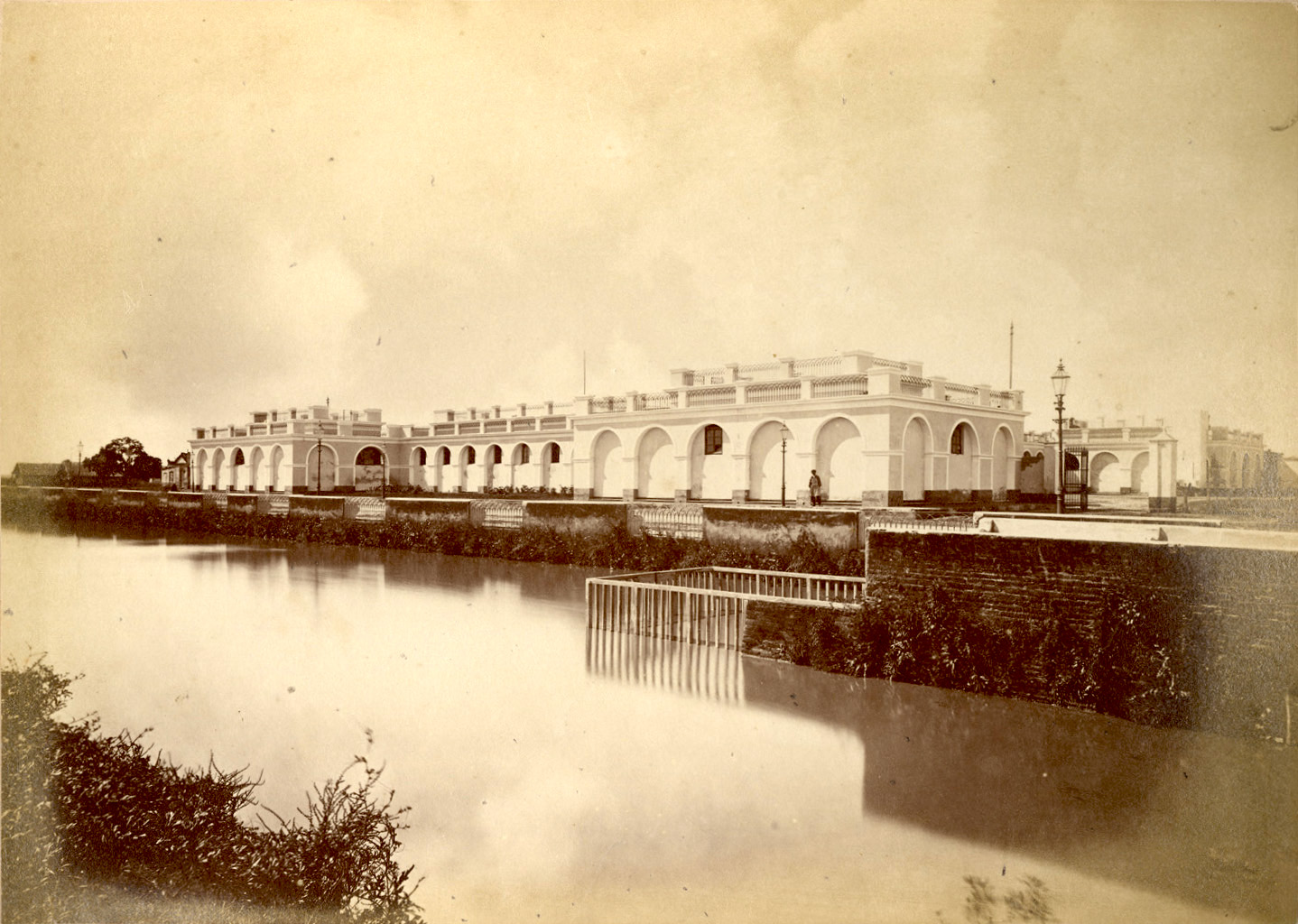
La residencia de Juan Manuel de Rosas, que llamó a su quinta “Palermo de San Benito”. Fotografía de 1873

El nombre de Palermo se debe a Juan Domínguez Palermo, primitivo propietario de esas tierras, en las que compró una chacra junto a una lindera que heredara de su fallecida primera esposa, quien la recibiera de su padre, Miguel Gómez. A su vez, Miguel Gómez la recibió del fundador de la ciudad, Juan de Garay, en carácter de merced o pago, tal como correspondía a los primeros vecinos que  a la fundación de la nueva ciudad. Ya en 1635 el gobernador Pedro Esteban Dávila al enviar a España una descripción de la ribera de Buenos Aires menciona que el área es llamada Palermo.
Juan Domínguez Palermo vivía en el entonces Imperio español, el cual abarcaba partes de la actual Italia. Esto explicaría la relación del nombre del barrio porteño con Italia; pero con una datación muy anterior a las migraciones masivas europeas, ya que se remonta a los primeros tiempo de la colonia española en la actual Argentina. Por eso, es incorrecto cuando se dice que los inmigrantes italianos llegados a Argentina en los siglos XIX y XX le dieron ese nombre al barrio en cuestión.

## Barrios no oficiales dentro de Palermo

Principales sub-barrios no oficiales

Con los años se extendió el modo de subdividir al barrio asignándole nombres no oficiales a ciertas zonas del barrio, muchos de estos nombres existen hace años y otros fueron creados en los últimos años, siendo fruto de criterios inmobiliarios, conformándose así la presente lista de "barrios no oficiales" dentro del barrio de Palermo:
- La Imprenta: Se lo denomina así por una vieja imprenta que estaba ubicada en la intersección de las calles Migueletes y Maure.
- Palermo Morris: nombrado así por la actividad que llevó William C. Morris en los inicios de la urbanización del barrio gracias a su labor filantrópica a principios del 1900. Comprende entre las calles Güemes, Oro, Soler y Armenia. Entre ellas se encuentra la Plazoleta William C. Morris y la Biblioteca Popular William C. Morris.
- Las Cañitas: Entre la avenida Luis María Campos, Matienzo, Del Libertador y Dorrego.
- Palermo Pacífico: En las inmediaciones del Puente Pacífico.
- Palermo Botánico: En las inmediaciones del Jardín Botánico.
- Barrio Polo: En las inmediaciones de los campos de polo de Buenos Aires (frente al Hipódromo de Palermo).
- Palermo Boulevard: También conocido como Palermo Centro. Alrededor de la Avenida Juan B. Justo.
- Palermo Chico: También llamado Barrio Parque: Al este de Avenida del Libertador, entre Cavia y Tagle.
- Palermo Hollywood: También conocido como Palermo Bagdad. En Palermo Viejo, al norte de Avenida Juan B. Justo.
- Palermo Soho: En Palermo Viejo, al sur de Avenida Juan B. Justo y en las inmediaciones de la Plaza Serrano (Oficialmente Plazoleta Cortázar) y Plaza Armenia.
- Palermo Nuevo: También conocido como Nuevo Palermo. Ubicado entre las calles Santa Fe, Sarmiento, Del Libertador y ex-ferrocarril San Martín.
- Palermo Glam: Comúnmente conocido por encontrarse entre las Avenidas Santa Fe y Coronel Díaz (inicialmente concebido por el centro comercial Alto Palermo), extendiéndose hasta Salguero entre las calles Charcas y Av. Las Heras. Llamado así por la cantidad de negocios, comercios y edificios de alto perfil encontrados en la zona, destacándose torres y casonas restauradas (con reminiscencias al estilo art nouveau de inicios de siglo XX).
- Palermo Viejo: Entre las avenidas Córdoba y Santa Fe, desde Dorrego hasta Scalabrini Ortiz.
- Palermo Vivo: Delimitado por las calles Del Libertador, Casares y el ex-ferrocarril San Martín.
- Plaza Italia: Barrio de la zona de Plaza Italia.
- San Benito o Quinta José Hernández: Entre Luis María Campos y Cabildo, desde Zabala hasta Jorge Newbery. Uno de los más exclusivos sectores de la ciudad, presenta grandes casas de excelente factura e inclusive alguna quinta que se ha resistido a la fiebre de la construcción de torres, como la embajada alemana, en la vieja quinta Villa Ombúes de la familia Blaquier. Asiento de numerosas embajadas.
- Villa Alvear: Denominación original del sector comprendido entre las avenidas Santa Fe, Córdoba, Scalabrini Ortiz y Juan B. Justo.
- Palermo Sensible: También conocido como Villa Freud, Guadalupe o Alto. En las inmediaciones de la Plaza Güemes, conocida también como Plaza Guadalupe.
- Palermo Harvard: Delimitado por Lavalle, Medrano, Cabrera y Mario Bravo. Conocido por sus universidades. UP y UTN.

## Sitios de interés

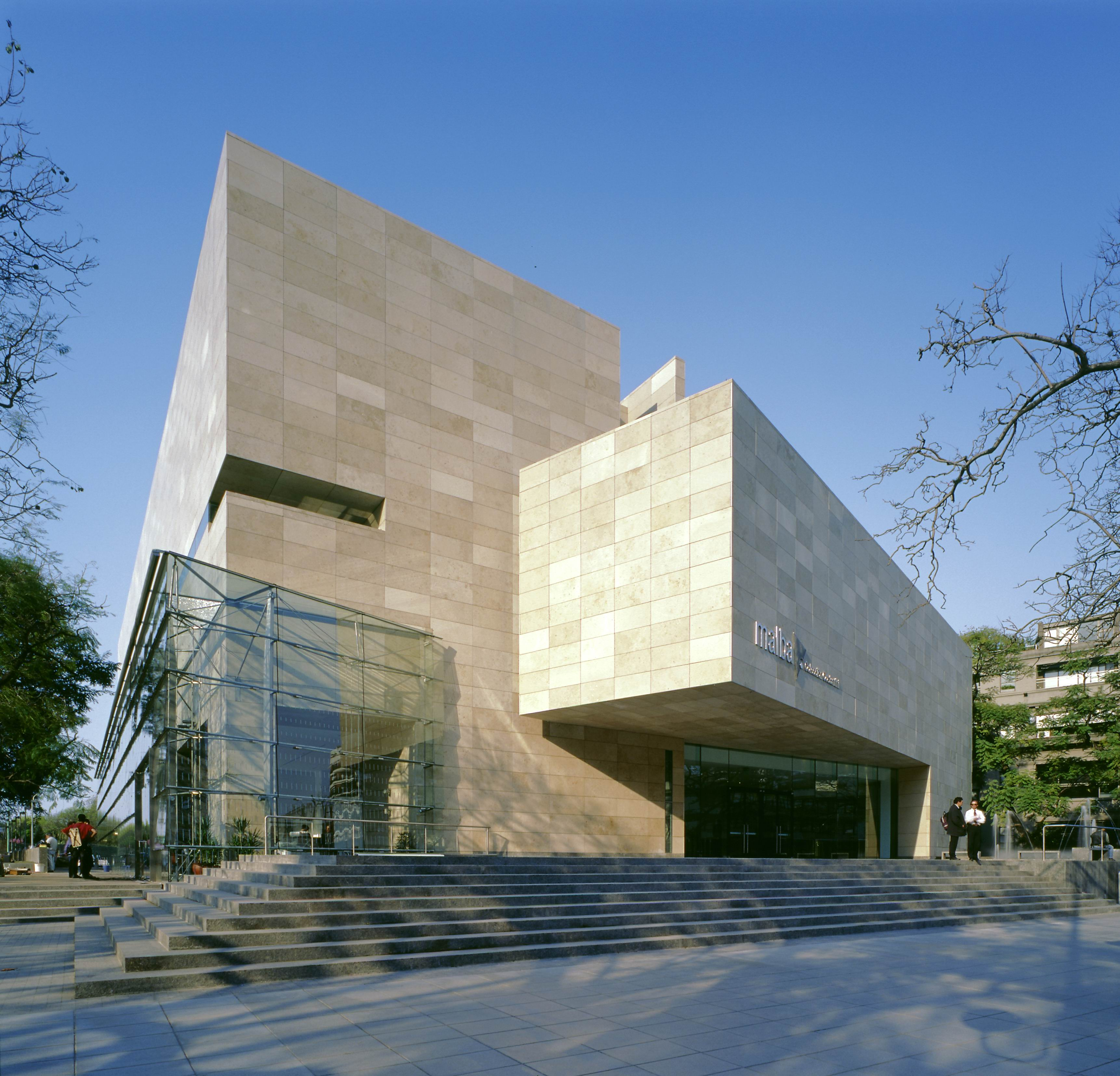
Malva

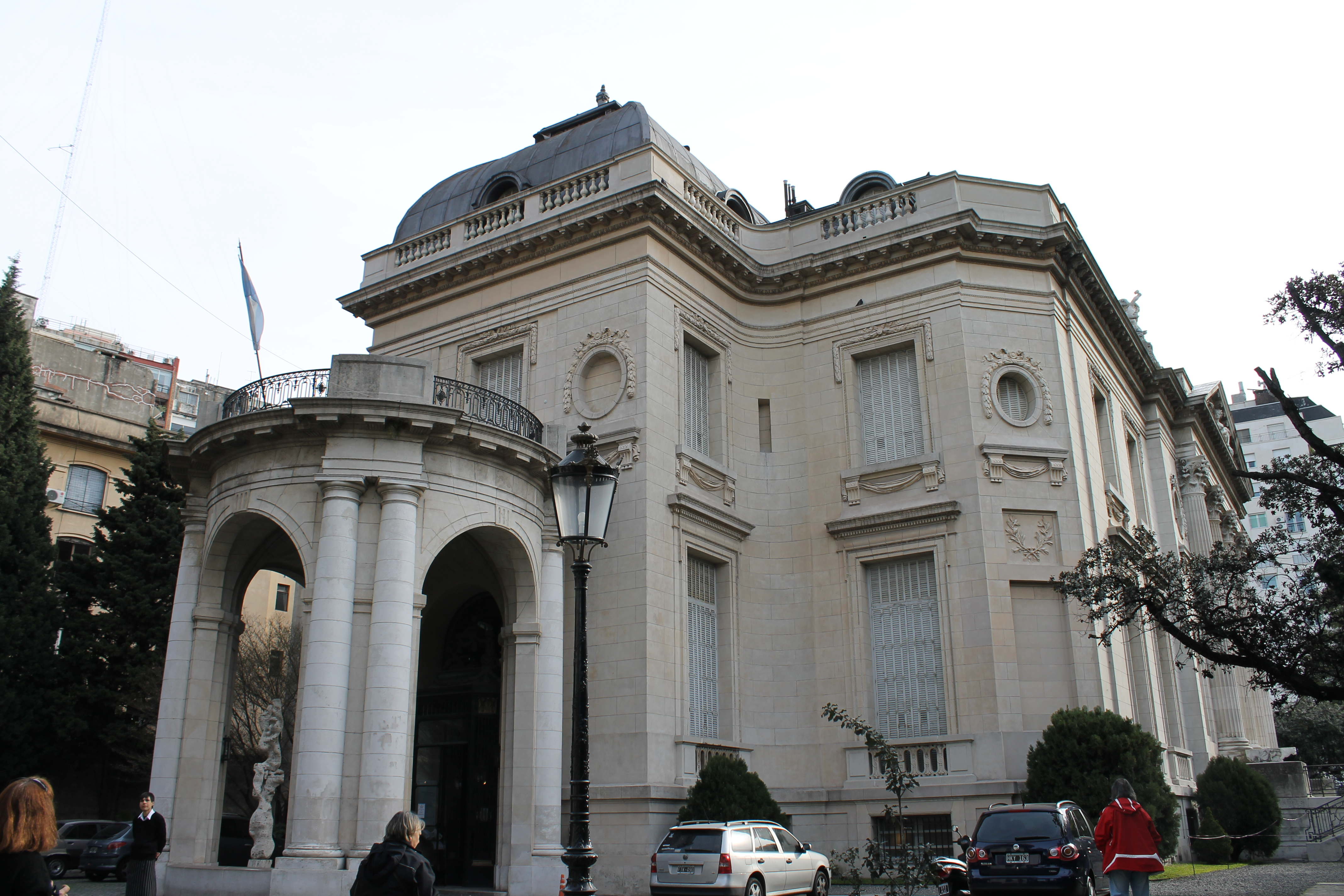
Museo de Arte Decorativo

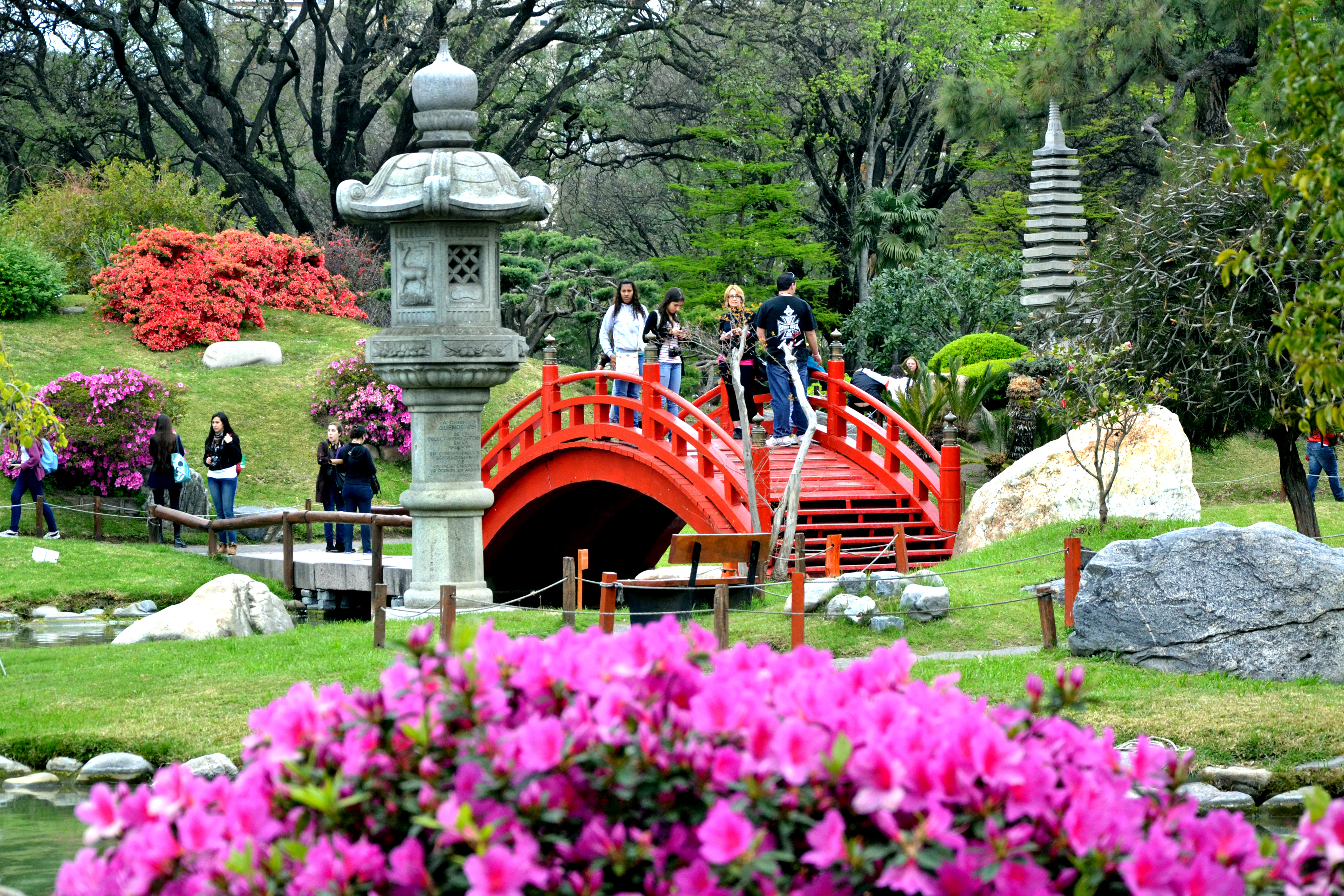
Jardín Japonés

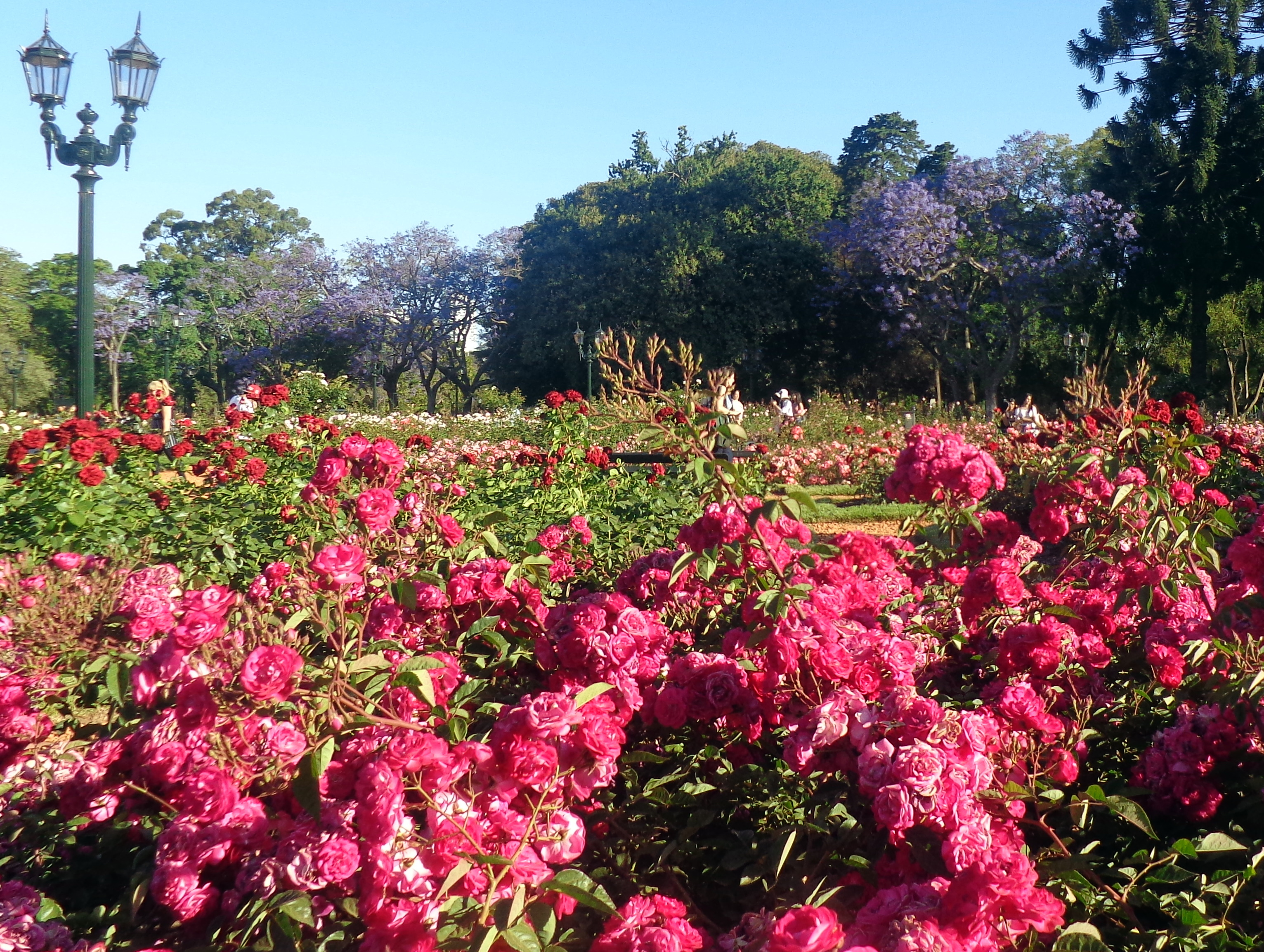
El Rosedal de Palermo

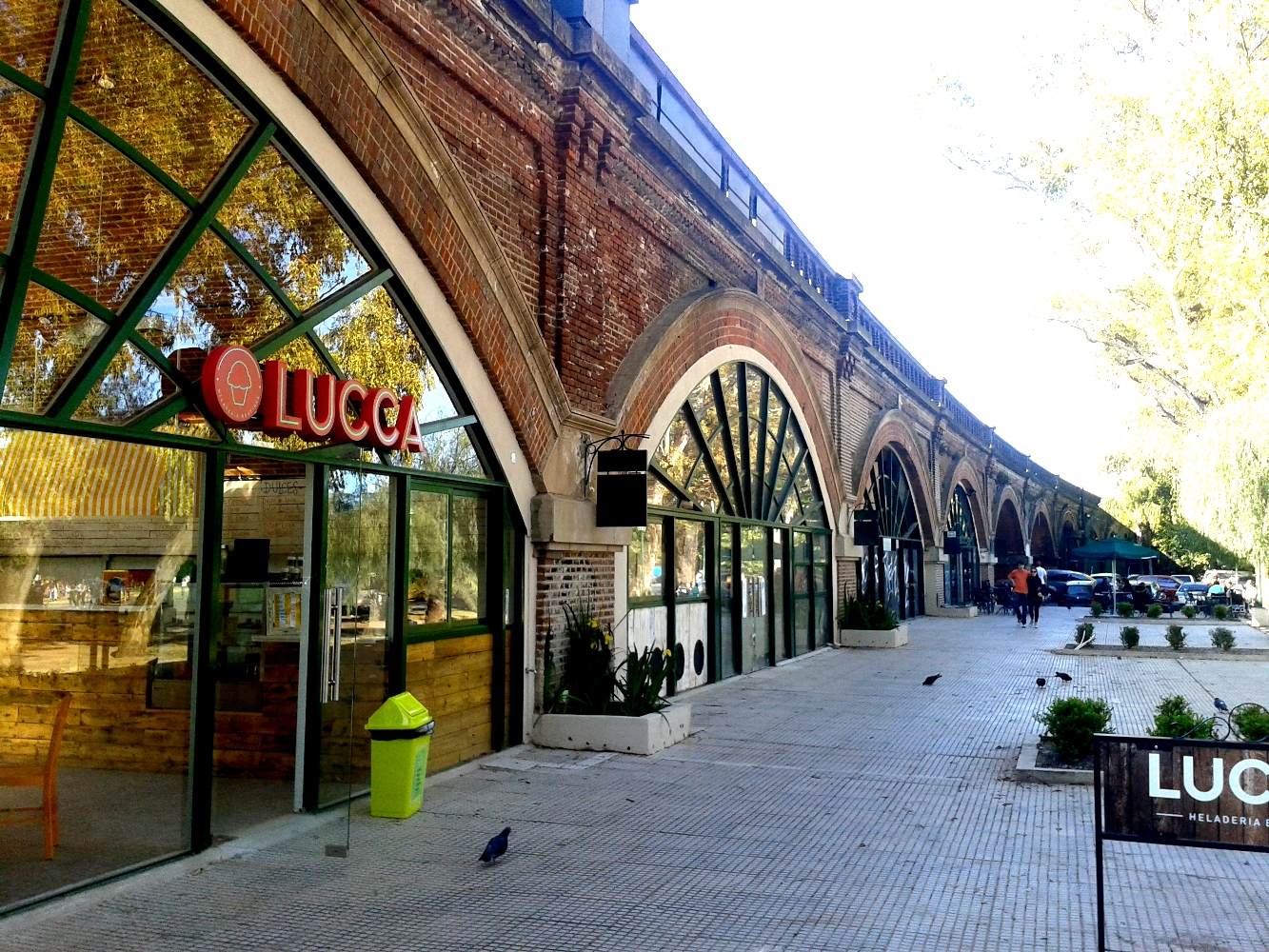
Paseo de la Infanta

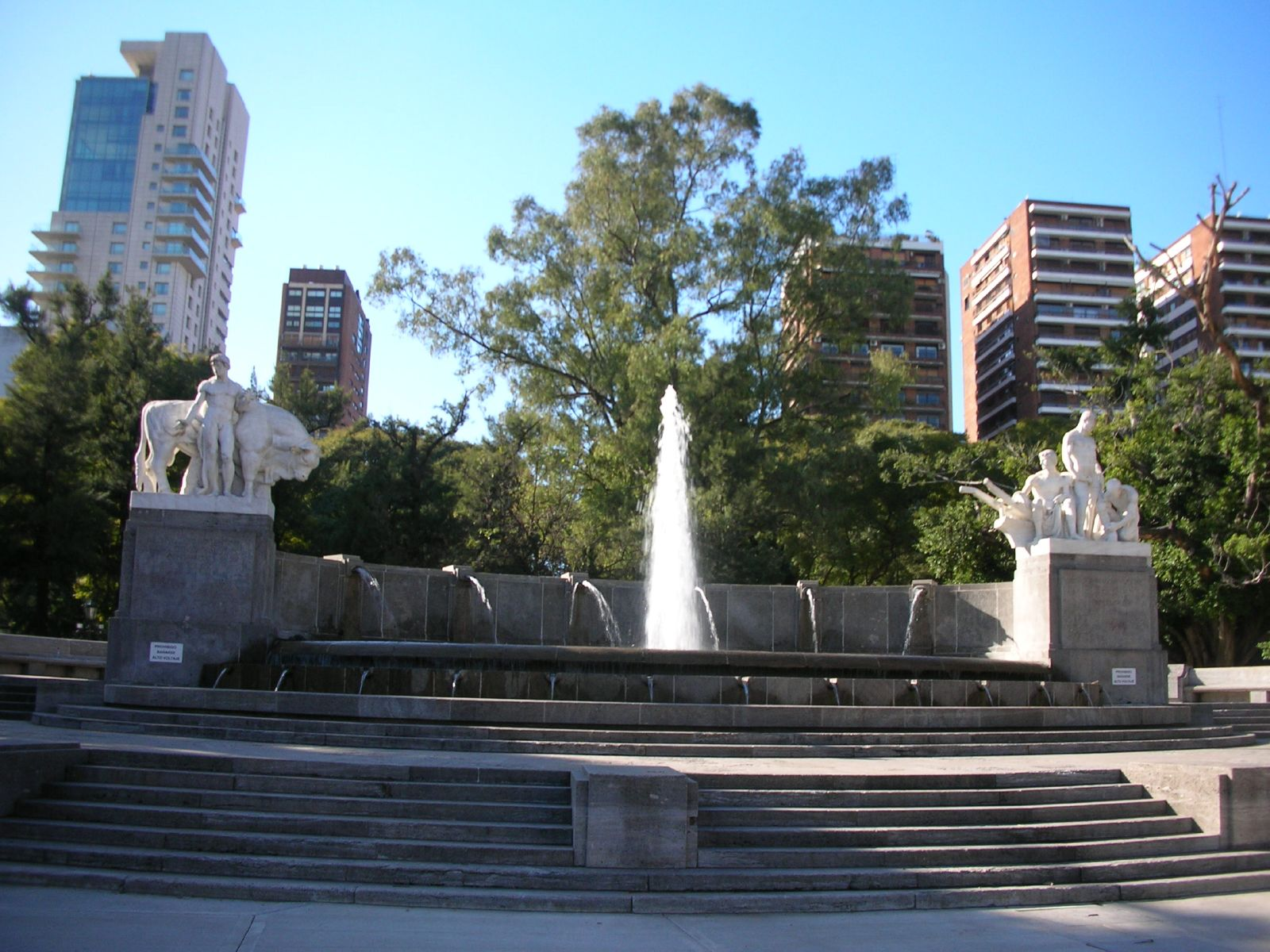
Plaza Alemania, Buenos Aires

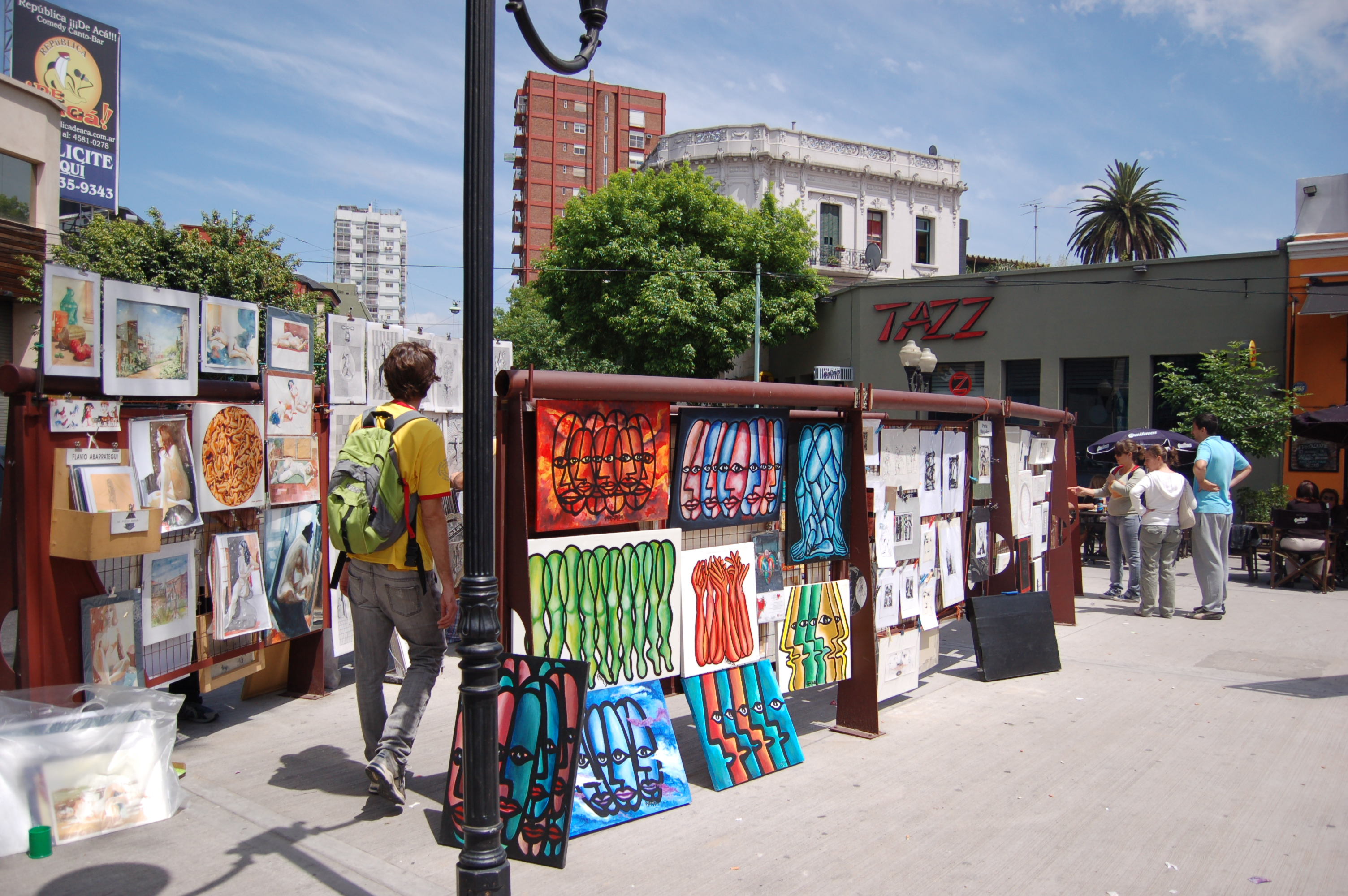
Plaza Julio Cortázar

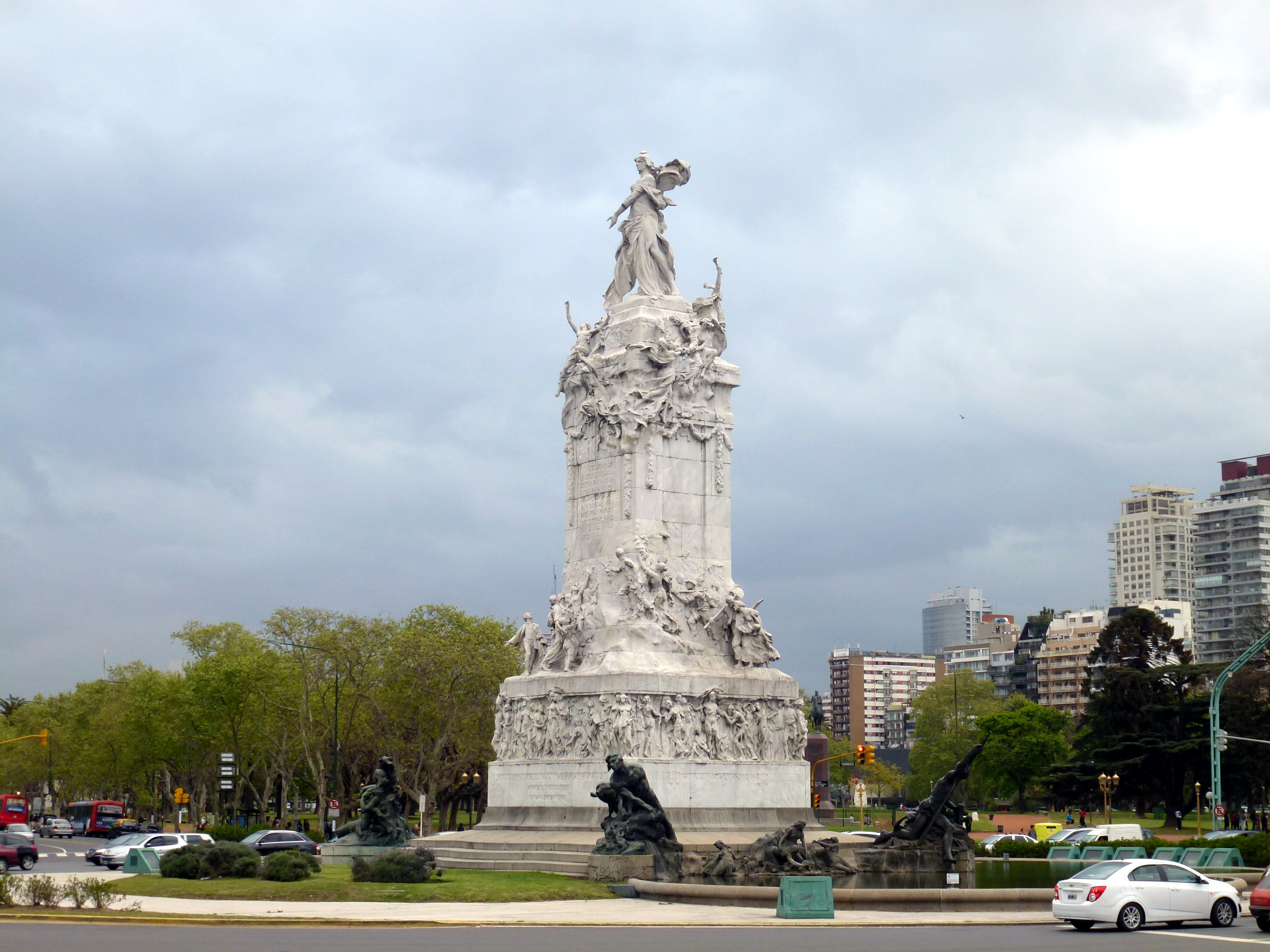
Monumento de los Españoles

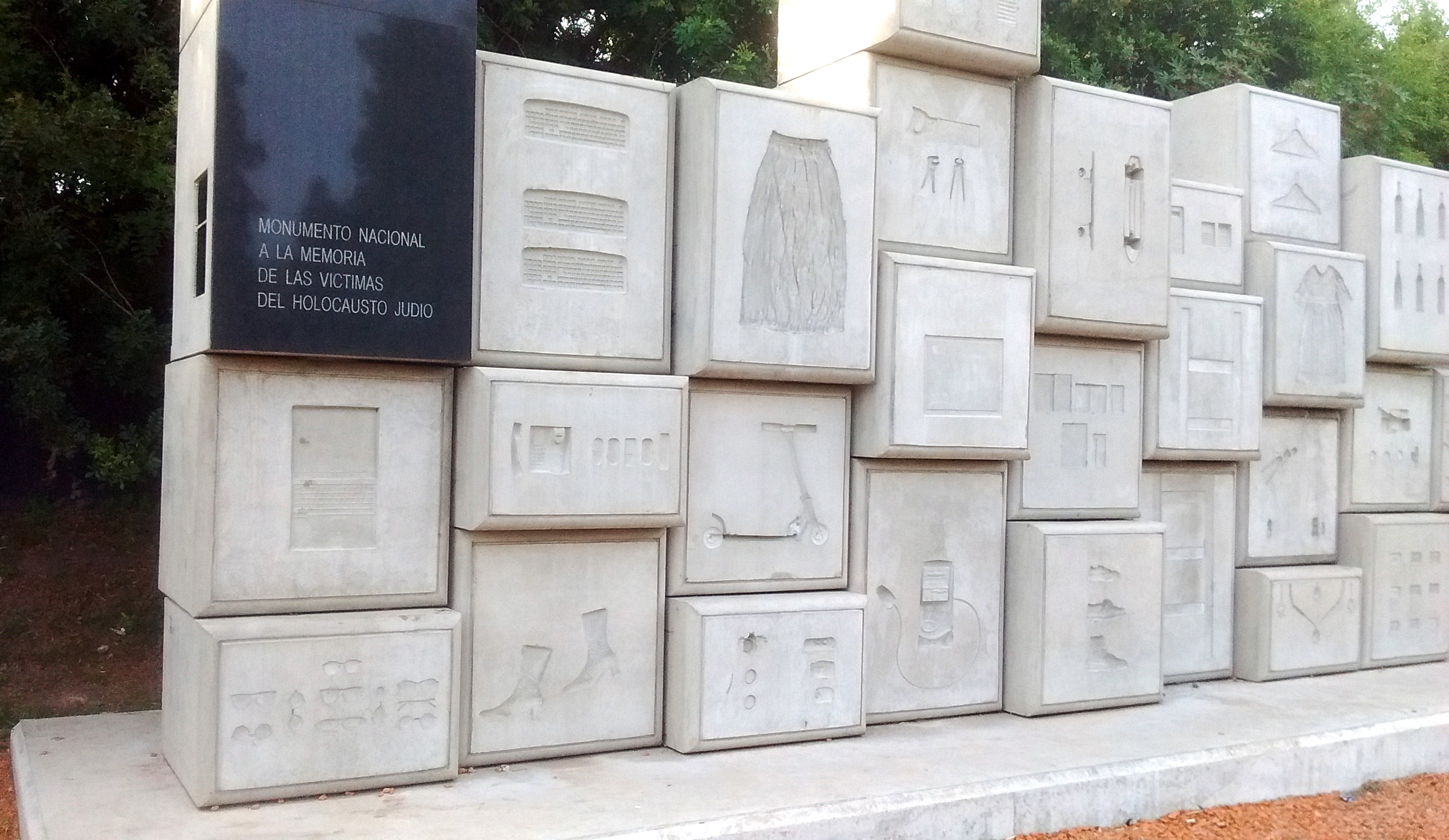
Monumento Nacional a la Memoria de las víctimas del Holocausto

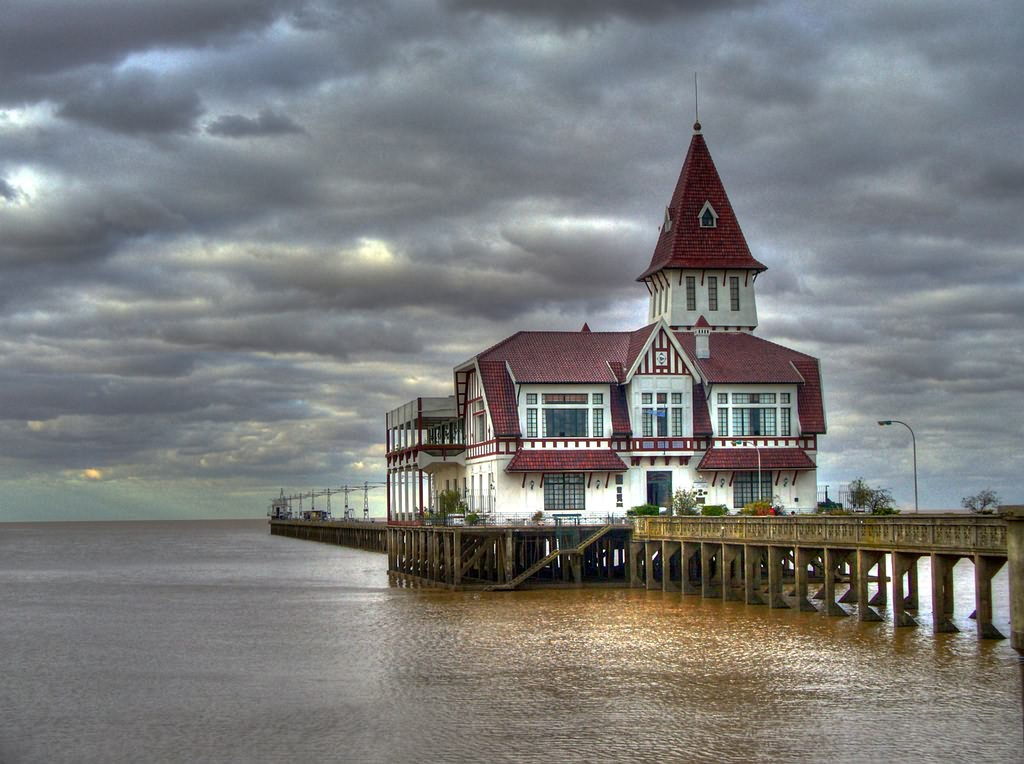
Club de Pescadores

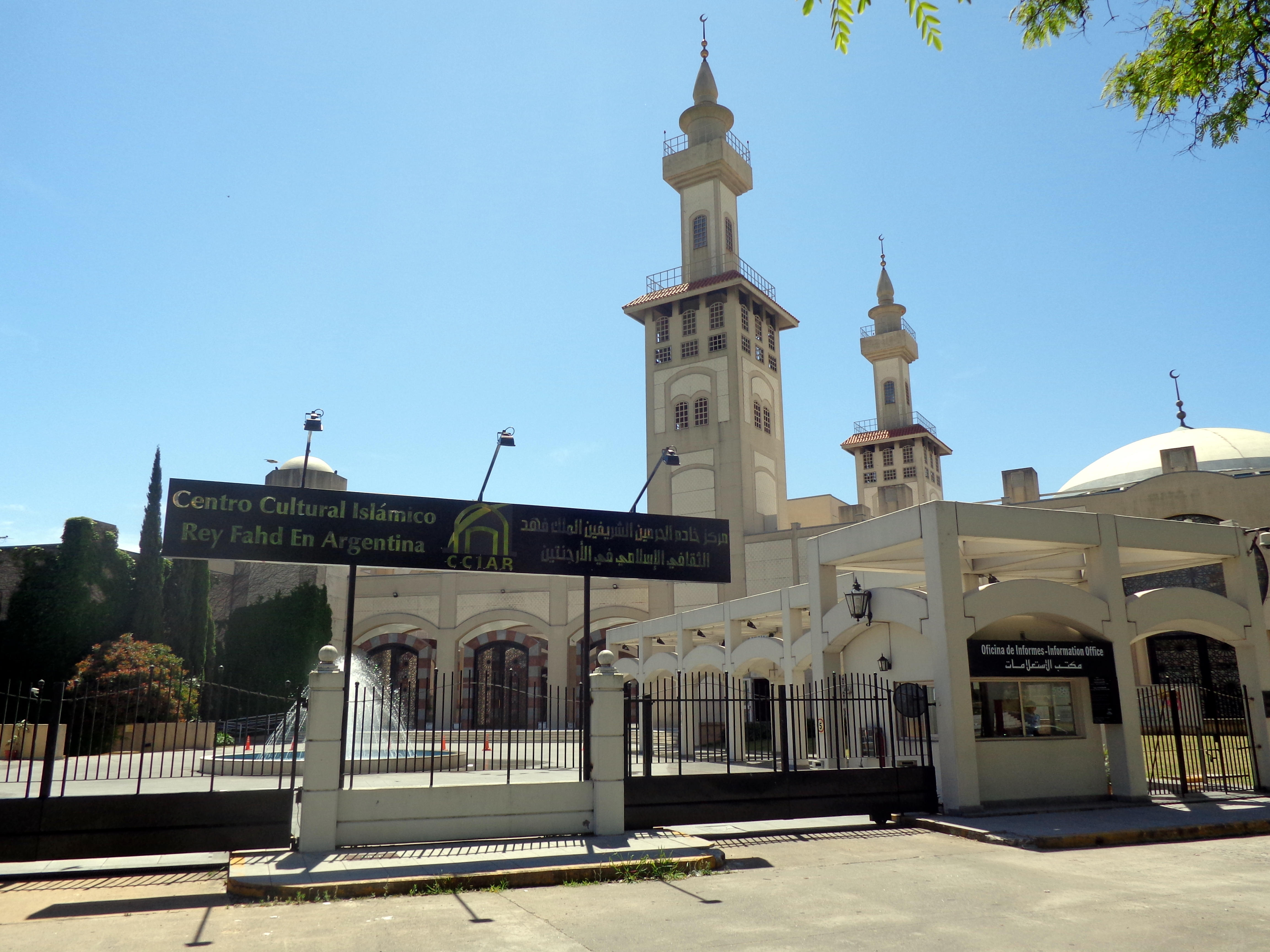
Mezquita Centro Cultural Islámico Rey Fahd

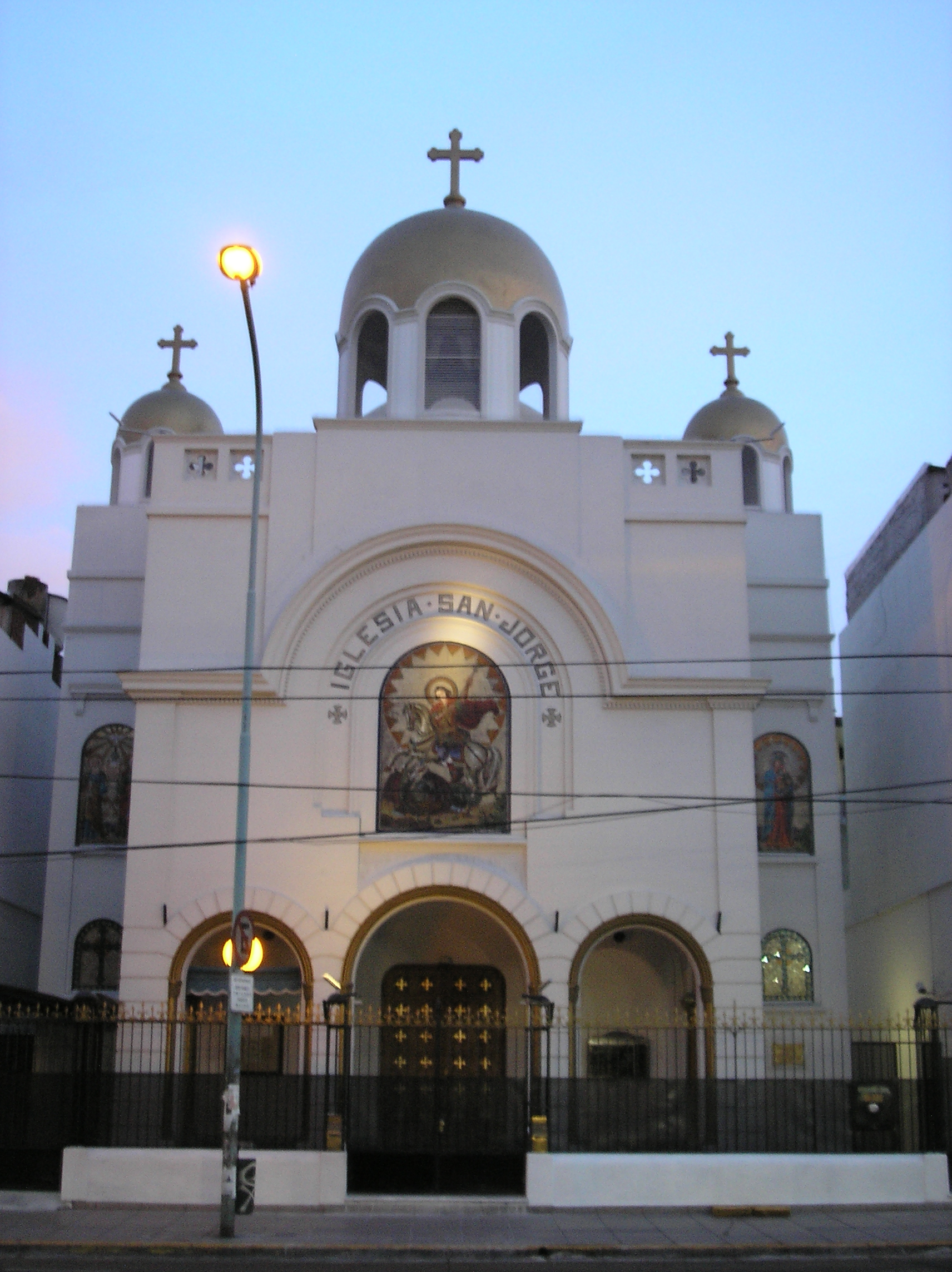
Catedral Ortodoxa de San Jorge

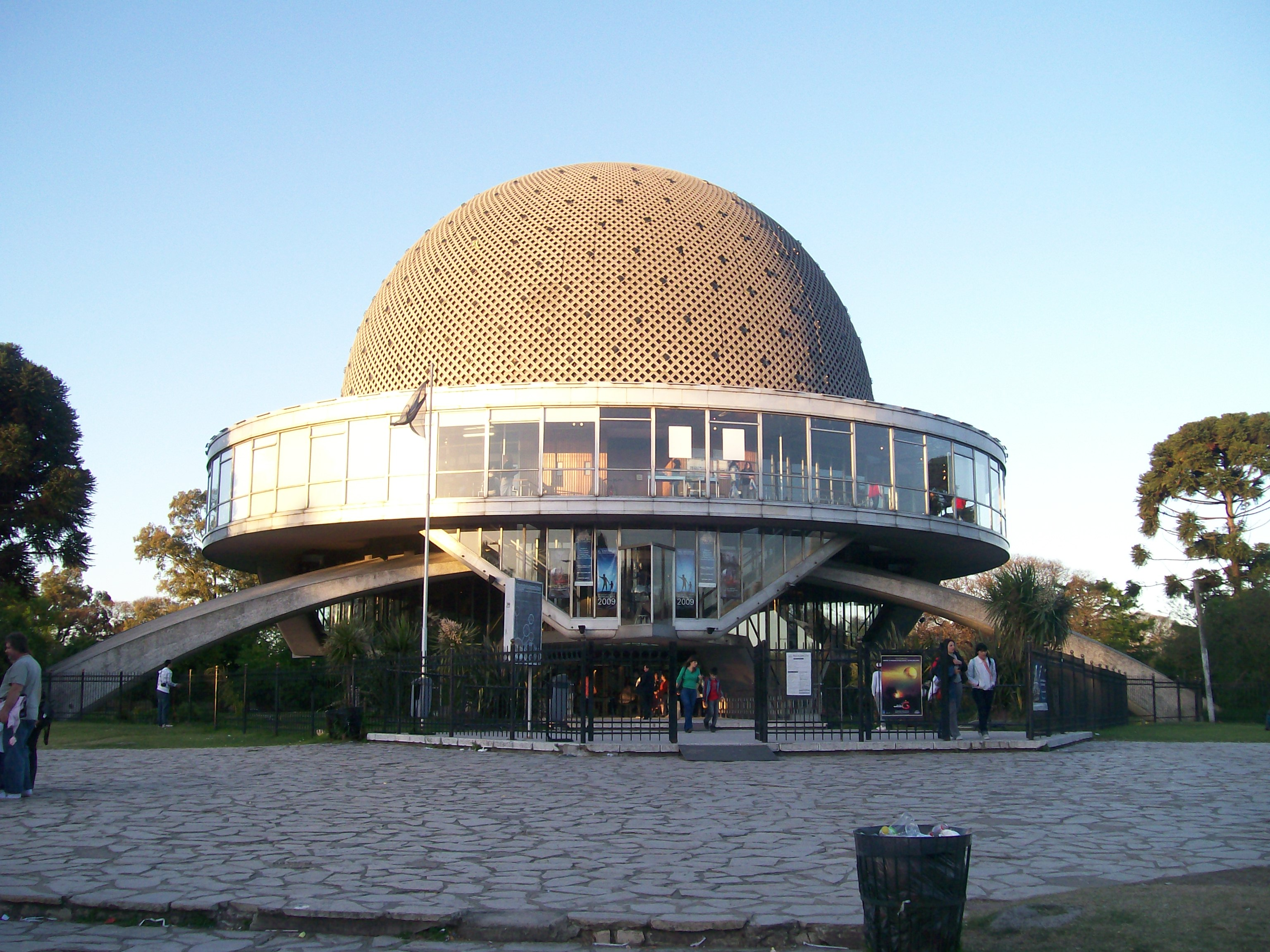
Planetario Galileo Galilei

### Museos
Museo de Arte Latinoamericano de Buenos Aires
Conserva y exhibe un patrimonio de aproximadamente 400 obras de los principales artistas modernos y contemporáneos de la región. Combina un calendario de exposiciones temporales, con la exhibición estable de su colección institucional, y funciona simultáneamente como un espacio plural de producción de actividades culturales y educativas. Ofrece ciclos de cine, literatura y diseño y lleva adelante una tarea de educativa a través de programas destinados a diferentes tipos de públicos.
Museo Nacional de Arte Decorativo
En el museo se exponen en forma permanente sus colecciones de: esculturas, miniaturas, muebles, orfebería, pinturas, porcelanas y tapices. Además de su colección permanente presenta muestras transitorias de colecciones públicas y privadas y obras de artistas y diseñadores contemporáneos.
Museo de Artes Plásticas Eduardo Sívori
Posee un patrimonio de cuatro mil piezas de arte argentino de los siglos XX y XXI que exhibe en exposiciones temporarias junto a la de artistas contemporáneos que no siempre integran su colección. 
Museo Evita
En un recorrido por las trece salas de exposición permanente con las que cuenta el Museo Evita, el visitante puede conocer la historia de Eva Duarte. Hay alrededor de 400 piezas originales entre trajes, vestidos de gala, sombreros, fotos, publicaciones y registros de la época.

### Parques y plazas
Jardín japonés
El jardín japonés (日本庭園 nihon teien?) forma parte integrante de la tradición en las casas privadas de Japón, en la vecindad de los parques de las ciudades, en los templos Budistas o capillas Sintoistas, y en lugares históricos tal como viejos castillos. Muchos de los jardines japoneses más famosos en Occidente, y así mismo dentro del propio Japón, son los jardines Zen.
Rosedal de Palermo
Integra el conjunto conocido como Parque Tres de Febrero. En sus 3,4 hectáreas posee 18.000 rosales y se encuentran emplazadas numerosas obras de arte, entre ellos 26 bustos de poetas y escritores, un puente griego y un patio andaluz. Posee una gran área en donde se encuentran casi 20.000 rosales, de más de mil variedades. 
Jardín botánico
Su extensión es de 79.772 m², posee más de 1500 especies vegetales, cuenta con numerosas esculturas como "La Primavera" u "Ondina de Plata", "Loba Romana", "Mercurio", "Venus"; y magníficos grupos escultóricos. Posee además cinco invernáculos, una biblioteca botánica y una biblioteca infantil, todo rodeado de serenos senderos para caminar y contemplar la variada vegetación.
Parque 3 de Febrero
Conocido popularmente como los Bosques de Palermo, destaca por sus arboledas, lagos y rosedal, que conforman la zona verde más popular de la ciudad y en cuya ampliación y diseño colaboró el paisajista Carlos Thays.
Parque Las Heras
Este parque relativamente reciente, con un área de casi 12 ha, el terreno presenta una relativamente suave barranca pasando la Avenida las Heras.
Ecoparque
Antiguamente conocido como el Zoológico de Palermo, se trata de un espacio al aire libre con 16,7 hectáreas dedicado a la educación ambiental.
Plaza Italia
En el centro de la plaza se ubica el Monumento a Giuseppe Garibaldi, en los alrededores estacionan los mateos, carruajes de caballos que realizan paseos turísticos. 
Plaza Alemania
En ella se encuentra el monumento-fuente  Riqueza Agropecuaria Argentina, que la colectividad alemana obsequió al pueblo argentino con motivo de la celebración del Centenario de la Revolución de Mayo. El monumento tiene una extensión longitudinal de más de 25 metros y posee enormes figuras que representan la agricultura, la ganadería, y la impronta cultural de Alemania en la Argentina.
Plaza República de Chile
En la plaza se puede encontrar grandes árboles, sendas de grava color naranja. Destacan una serie de esculturas conmemorativas que recuerdan a figuras del ámbito literario, artístico y militar.
Plaza Julio Cortázar
Esta zona se caracteriza por ser un circuito comercial de gran movimiento tanto diurno como nocturno, debido a su feria artesanal central y a la gran cantidad de bares, restaurantes y tiendas de moda que la rodean.

### Monumentos y arquitectura
Monumento de los españoles
En la cima del monumento hay una estatua de la República, rodeada de alegorías:  La Paz, La Justicia, La Agricultura, etc. En el friso se representan altorrelieves que simbolizan la unión de España y América. El basamento se levanta sobre el medio de una piscina, que se conforma de alegorías:  al Trabajo (en mármol y al pie del monumento) y a las cuatro regiones argentinas Los Andes, El Río de la Plata, La Pampa y El Chaco.
Monumento Nacional a la Memoria de las Víctimas del Holocausto
Consiste en un muro de aproximadamente 40 metros de longitud por 4 metros de alto y uno de profundidad, formado por 114 paralelepípedos de hormigón premoldeados, que representan a las víctimas del Atentado a la embajada de Israel en Argentina y a las víctimas del atentado a la AMIA. En cada bloque aparece estampada una huella de algún objeto cotidiano.

### Templos
Basílica del Espíritu Santo
Todo el exterior del templo se caracteriza por la rigidez y armonía de sus líneas, sus dos torres se alzan hasta una altura de 54 metros. Mirando al templo desde sus costados, se puede observar en él la distribución de las naves y de los ventanales que forman un conjunto perfecto. 
Parroquia Nuestra Señora del Rosario
Esta edificación religiosa tiene las características de la denominada arquitectura neorrománica. El templo consta de una sola nave en cuya parte superior está el coro. Las dos capillas laterales se yerguen junto al ábside. Una pequeña variedad de imágenes se sucede a lo largo de este templo con bóveda rincón de claustro. La pila bautismal es de mármol de Carrara, tiene más de 100 años de antigüedad.
Catedral Ortodoxa Antioqueña de San Jorge
Se trata de una iglesia ortodoxa con iconos y vitrales de estilo oriental, el altar conserva un fuerte presencia de los apóstoles y de los evangelistas. 
Centro Cultural Islámico Rey Fahd
El Centro Cultural Islámico "Custodio de las Dos Sagradas Mezquitas Rey Fahd", inaugurado el 25 de septiembre de 2000, es el templo islámico más grande de Latinoamérica, superando a la Mezquita Ibrahim Al-lbrahim de Caracas desde entonces.

### Otros lugares de interés
Planetario Galileo Galilei
Se construyó con la finalidad de promulgar la divulgación de la ciencia astronómica a través de espectáculos didáctico para público general y estudiantes. En su explanada de acceso tiene en exhibición tres meteoritos metálicos. Su cúpula tiene 20 m de diámetro. Sobre ella pueden llegar a reproducirse 8900 estrellas fijas, constelaciones y nebulosas.
Hipódromo Argentino de Palermo
Cuenta con una pista de arena de 2400 metros de longitud por 28 metros de ancho y una pista de césped de 2200 metros por 20 metros de ancho, además posee un sistema de drenaje que permite correr bajo cualquier condición climática. 
Paseo de la Infanta
Es un polo gastronómico y centro de atracción al aire libre ubicado dentro de los Parques de Palermo, entre Av. Libertador y Freyre. Cuenta con 36 mil m² y está ubicado bajo las vías del Ferrocarril Mitre.
Avenida Costanera Rafael Obligado
La avenida recorre la costa norte del Río de la Plata dentro de la ciudad de Buenos Aires. Es la única avenida de la ciudad que da directamente a la costa, y fue construida sobre terrenos ganados al río mediante el relleno artificial a partir de 1923 y a lo largo de la década de 1930, usando tierra sacada, por ejemplo, de la excavación del túnel de la línea B de subterráneo.
Club de Pescadores
El edificio es de estilo Tudor y en él se hallan colecciones, trofeos y un acuario dedicado a la fauna ictícola del Río de La Plata. En el año 2001 fue declarado Monumento Histórico Nacional.

## Estaciones de ferrocarril
Estación Palermo
Forma parte del servicio suburbano prestado por la Línea San Martín, que conecta a la ciudad con la zona norte del oeste del Gran Buenos Aires.
Estación Ministro Carranza
Es una estación intermedia del servicio eléctrico metropolitano de la Línea Mitre que se presta entre las estaciones Retiro, Bartolomé Mitre, y José León Suárez. Consta de dos andenes separados por la Plazoleta Miguel Abuelo, ubicada encima del Viaducto Carranza que conecta la Avenida Santa Fe y su continuación, Cabildo.
Estación 3 de Febrero
Forma parte del servicio suburbano de la línea Mitre, entre la terminal céntrica de Retiro y las suburbanas de Bartolomé Mitre y José León Suárez. Es la única estación de esta línea que se encuentra ubicada en altura.
Estación Lisandro de la Torre
Es una estación intermedia del servicio eléctrico metropolitano de la Línea Mitre Ramal Tigre que se presta entre las estaciones Retiro y Tigre.

## Junta comunal

### Composición 2023-2027
| Comuneros | Comuneros | Comuneros                        | Alianza | Alianza              |
| --------- | --------- | -------------------------------- | ------- | -------------------- |
|           | PRO       | Martín Oscar Cantera             |         | Juntos por el Cambio |
|           | PRO       | Silvia Alicia Marchesi           |         | Juntos por el Cambio |
|           | UCR       | Ramiro Alejandro Ricci           |         | Juntos por el Cambio |
|           | PRO       | María Soledad Rodríguez Iglesias |         | Juntos por el Cambio |
|           | PRO       | Jonathan Fabián Rosas            |         | Juntos por el Cambio |
|           | PJ        | María Paz Carreira Griot         |         | Unión por la Patria  |
|           | LLA       | Santiago Bermúdez                |         | La Libertad Avanza   |

### Presidentes de la Junta Comunal
| N.º | Presidente         | Partido | Partido               | Alianza               | Período                                           |
| --- | ------------------ | ------- | --------------------- | --------------------- | ------------------------------------------------- |
| 1   | Maximiliano Corach |         | Propuesta Republicana | Propuesta Republicana | 10 de diciembre de 2011 - 10 de diciembre de 2015 |
| 2   | Maximiliano Corach |         | Propuesta Republicana | Unión PRO             | 10 de diciembre de 2015 - 10 de diciembre de 2019 |
| 3   | Martín Cantera     |         | Propuesta Republicana | Juntos por el Cambio  | 10 de diciembre de 2019 - 10 de diciembre de 2023 |
| 4   | Martín Cantera     |         | Propuesta Republicana | Juntos por el Cambio  | 10 de diciembre de 2023 - En el cargo             |